# Concerts per a fagot

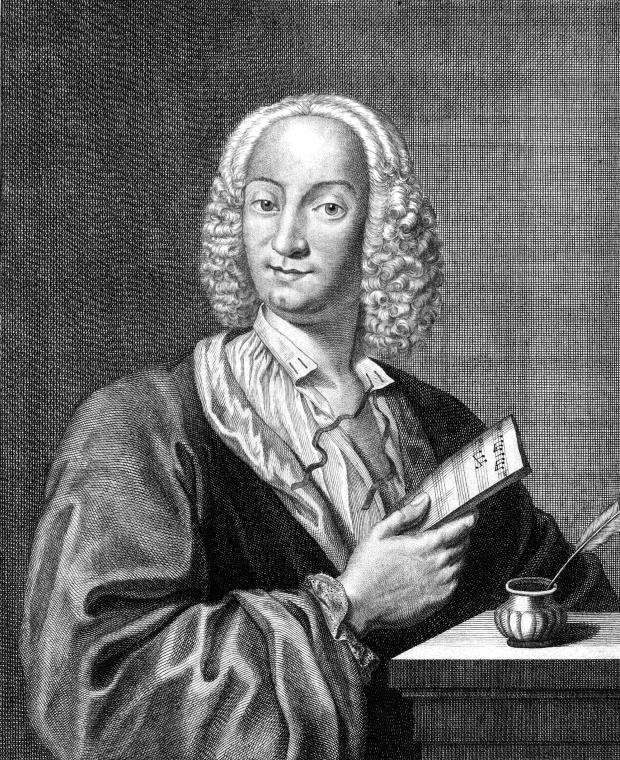
Els concerts que Vivaldi va escriure per a fagot, avui en dia són tocats per tots els alumnes de fagot de grau professional i superior.

Antonio Vivaldi va compondre 39 concerts per a fagot, 2 d'ells inacabats. Si ho comparem amb el nombre de concerts que va fer per a altres instruments, (27 concerts per a violoncel, 19 concerts per a oboè, 13 concerts per a flauta travessera, 10 concerts per a viola d'amor, 4 per a flauta de bec...), podem veure-hi una gran diferència.
Com és que Vivaldi va compondre tants concerts per a un instrument que en aquell moment només s'utilitzava per a acompanyar i fer de baix? Hi havia molt poc escrit per a fagot en aquella època, i encara menys per a fagot solista. Es podria dir que Vivaldi va ser un dels primers en compondre un concert per a fagot.
Es parla de que Vivaldi va escriure les seves peces per a fagot entre el 1720 i el 1741 aproximadament, els quals van ser els anys més madurs de Vivaldi com a compositor. En tot cas, es creu que no va compondre cap peça per a fagot abans del 1715.

## El fagot en temps de Vivaldi
Hi ha molt poca informació sobre el fagot en aquella època, i tampoc se sap amb certesa si Vivaldi va compondre per al fagot o per al baixó. Tot apunta, però, a que ho va fer pel fagot. Al final dels s. XVII i principis del XVIII s'utilitzava el fagot barroc, que en aquell moment s'anomenava “fagot” (en francès), o “dulcina” (en alemany) o “curtal” (en anglès), dulciana (en italià), bajón (en castellà) i baixó en català. L'antic fagot o baixó estava fet d'una sola peça i només tenia una clau, en canvi, el fagot nou, a partir del s. XVIII, es va començar a construir de quatre peces i amb tres o quatre claus. Això es deu als grans avenços científics de l'època i la iniciativa de buscar nous instruments i millorar-los. Vivaldi escrivia per a “fagotto” i no "dulciana", per tant, el més probable és que estigués component per al nou fagot, també tenint en compte que es buscaven nous timbres i innovació instrumental.
Els 39 concerts que Vivaldi va compondre per a fagot, avui en dia formen part d'una col·lecció molt important preservada a la Biblioteca Nacional de Torí, la majoria manuscrits. És estrany que Vivaldi s'enfoqués en un instrument com aquest, ja que en aquella època no hi havia gaire música escrita per a fagot solista. Era un instrument que es començava a desenvolupar. Tot i així, alguns músics l'havien utilitzat per a algunes obres (com per exemple Bartolomé de Selma y Salaverde, Antonio Bertoli...), però cap tant com Vivaldi ho va fer. 

## El fagot a l'Ospedale della Pietà
L'Ospedale della Pietà era un dels orfenats finançats pel govern de Venècia. Es parla de la possibilitat que Vivaldi compongués els concerts de fagot per a les noies de 12 a 16 anys de l'Ospedale della Pietà. Hi ha fonts que confirmen que allà tocaven el fagot. Per exemple, el francès Charles de Brosses, en un escrit que va fer després de visitar l'hospital va dir: 
“Celui des quatre hôpitaux où je vais le plus souvent, et où je m’amuse le mieux, et l'hôpital de la Piété; c’est aussi le premier pour la perfection des symphonies. . .. Aussi chantent-elles comme des anges, et jouent du violon, de la flute, de l'orgue, du hautbois, du violoncelle, du basson; bref, il n'y a si gros instruments qui puissent leur faire peur”
Tot i així, no es troba cap document que parli de cap professor de fagot, ni de la compra de cap fagot, ni de canyes de fagot. Tampoc es troben documents que parlin sobre cap noia que toqués el fagot, tal com es troba informació sobre “Pellegrina del Oboe”, “Lucietta del òrgano”, “Cattarina del Cornetto”, “Anna Maria del violin”, etc...

## Destinataris
Ningú sap per a qui es van compondre tots aquests concerts. La primera teoria és que Vivaldi els va escriure en honor d'un fagotista, Giuseppe (Gioseppino) Biancardi, a qui Vivaldi va dedicar una obra. Però no hi ha més proves ni més arguments respecte aquesta teoria.
Altres diuen que les va escriure com a regal per al comte Wenzel von Morzin, a qui va dedicar el concert RV 496. Però, igual que l'altra teoria, no hi ha cap document ni cap evidència de que això fos així.
Finalment, la teoria amb més proves i evidències és la de que Vivaldi va compondre els 49 concerts per a alguna fagotista virtuosa de l'Ospedale della Pietà. A més, en altres obres de Vivaldi no es troben passatges de tanta virtuositat pel fagot. En les seves òperes i altres concerts no feia servir tant el fagot. Es diu que això es deu al fet que en aquella època encara no hi havia fagotistes tant desenvolupats en tècnica, ja que fins a aquell moment, només s'havien dedicat a tocar el baix continu i a acompanyar. Per tant, és un argument a favor de que Vivaldi componia per a les noies de La Pietà.
A més, com ja s'ha dit abans, totes les fonts estan conservades com a partitures autògrafes, obtingudes de l'arxiu personal del compositor, això fa pensar que aquestes peces no van sortir de Venècia, exceptuant alguna d'elles.
Igualment, continuen faltant evidències per a decantar-se per a una de les teories. Però fos per a qui fos, havia de ser una fagotista molt virtuosa per a què Vivaldi volgués compondre tantes obres i d'una dificultat tan elevada.

## Llistat de concerts
Extret de la llista de composicions d'Antonio Vivaldi, segons el catàleg Ryom Verzeichnis (RV):
- Concert per a fagot i corda en Do major, RV 467
- Concert per a fagot i corda en Do major 468, RV. Incomplet.
- Concert per a fagot i corda en Do major, RV 469
- Concert per a fagot i corda en Do major, RV 470. Relacionat amb RV 447 i RV 448.
- Concert per a fagot i corda en Do major, RV 471. Molt relacionat amb RV 450.
- Concert per a fagot i corda en Do major, RV 472
- Concert per a fagot i corda en Do major, RV 473
- Concert per a fagot i corda en Do major, RV 474
- Concert per a fagot i corda en Do major, RV 475
- Concert per a fagot i corda en Do major, RV 476
- Concert per a fagot i corda en Do major, RV 477
- Concert per a fagot i corda en Do major, RV 478
- Concert per a fagot i corda en Do major, RV 479
- Concert per a fagot i corda en Do menor, RV 480
- Concert per a fagot i corda en Re menor, RV 481. Molt relacionat amb RV 406.
- Concert per a fagot i corda en Re menor, RV 482. Incomplet.
- Concert per a fagot i corda en Mi♭ major, RV 483
- Concert per a fagot i corda en Mi menor, RV 484
- Concert per a fagot i corda en Fa major, RV 485 Relacionat amb RV 457.
- Concert per a fagot i corda en Fa major, RV 486
- Concert per a fagot i corda en Fa major, RV 487 Font del manuscrit, Torí: Foa 32, BL 135–142.
- Concert per a fagot i corda en Fa major, RV 488
- Concert per a fagot i corda en Fa major, RV 489
- Concert per a fagot i corda en Fa major, RV 490
- Concert per a fagot i corda en Fa major, RV 491
- Concert per a fagot i corda en Sol major, RV 492
- Concert per a fagot i corda en Sol major, RV 493
- Concert per a fagot i corda en Sol major, RV 494
- Concert per a fagot i corda en Sol menor, RV 495
- Concert per a fagot i corda en Sol menor, RV 496 Dedicat al Marquès de Marzin (o "Morzin", "Morcin")
- Concert per a fagot i corda en La menor, RV 497
- Concert per a fagot i corda en La menor, RV 498
- Concert per a fagot i corda en La menor, RV 499
- Concert per a fagot i corda en La menor, RV 500
- Concert per a fagot i corda en Si♭ major, RV 501 La notte
- Concert per a fagot i corda en Si♭ major, RV 502
- Concert per a fagot i corda en Si♭ major, RV 503
- Concert per a fagot i corda en Si♭ major, RV 504